# Meinebach-Ponorhöhle
Die Meinebach-Ponorhöhle (auch in der Schreibweise Meinebacher-Ponorhöhle) ist eine Höhle im Wuppertaler Stadtgebiet mit einer Länge von 31 m.

## Lage und Beschreibung
Die Meinebach-Ponorhöhle liegt im Osten von Wuppertal in der Linderhauser Senke nahe der Stadtgrenze zu Schwelm. Sie gehört zum Höhlengebiet Möddinghofe, östlich des namensgebenden Bachs Meine. In dem Durchbruchstal des Karstgewässers – die Meine –, das zeitweilig trockenfällt, befinden sich einige Bachschnellen und Felsaufschlüsse sowie Bachschwinden. Weitere Höhleneingänge in der Nähe sind als die Himmelfahrt-Ponorhöhle und die Erdmännkes Kuhle benannt.
Die gesamte Ganglänge (GGL) wurde mit 31 m festgestellt, ein sehr enger Seitengang führt nicht weiter.

## Geschichte
Der Arbeitskreises Kluterthöhle e. V. (AKKH) erkundete 2000 die Höhlen im Höhlengebiet Möddinghofe genauer. Dabei wurde der labile Zugangsbereich der Höhle gesichert.

## Schutzstatus
Das Höhlengebiet Möddinghofe ist im Landschaftsplan Wuppertal-Nord unter 2.6.17 als Naturdenkmal ausgewiesen.